# NGC 1958

NGC 1958 est un amas globulaire situé dans la constellation de la Dorade. Cet amas est situé dans le Grand Nuage de Magellan. Il a été découvert en 1835 par l'astronome britannique John Herschel.  